# シュトゥットガルト21

シュトゥットガルト市周辺の鉄道網変更

シュトゥットガルト新中央駅の線路配置図

シュトゥットガルト21 (ドイツ語: Stuttgart 21、略してS21) は重要鉄道駅のシュトゥットガルト中央駅の再建築を目的にする交通・都市建築プロジェクトで、核心内容は頭端式ホームの中央駅を地下の通過式ホーム駅 (Durchgangsbahnhof) として改めて建設することである。線路は地下トンネルを通じて伸びて、既存の鉄道用地は都市開発用地となる予定である。このプロジェクトはシュトゥットガルト - ヴェンドリンゲン新線を含めて、高速新線は中央駅、空港、ウルム中央駅を結ぶ予定である。

## 概要
シュトゥットガルト21は、ヴェンドリンゲン - ウルム高速線との連結から公式にシュトゥットガルト - ウルム鉄道プロジェクトとも呼ばれる。シュトゥットガルト - ヴェンドリンゲン新線は「連邦交通計画2003」のシュトゥットガルト - アウクスブルク新線の一部であり、ヨーロッパ横断鉄道網の17号軸の一部に相当する。
ドイツ鉄道がこのプロジェクトの主管者であり、財政の参加機関はドイツ政府、バーデン＝ビュルテンベルク州、シュトゥットガルト地域連合、シュトゥットガルト市当局、シュトゥットガルト空港、欧州連合である。
プロジェクト費用は1995年当時には48億700万マルクで、2010年の工事開始時点では40億8800万ユーロであった。しかし2019年11月には総費用は82億ユーロまで増加した。連邦会計監査院 (Bundesrechnungshof) の資料によれば、その総費用は100億ユーロ近くに推算されている。プロジェクトパートナーの間の共同財務協定は45億2600万ユーロの費用まで財政支援を規律する。
シュトゥットガルト21に対する反対の集会活動には数万人が参加している。反対側の市民請願は2007年法律には許容されないという理由で却下された。調停会議で改善案として「シュトゥットガルト21プラス」が提案された。一方反対者たちは「頭端式駅21 (Kopfbahnhof 21) 」を提案して、今までは「方向転換21 (Umstieg 21) 」を対案としている。2011年市民投票でバーデン＝ヴュルテンベルク州の財政支援中止は58.8 %の多数決で却下された。

線路撤去と都市計画

プロジェクトの内容は、17個線路の頭端式地上駅を撤去して、既存の場所で90度ほど回転された8個線路の通過式地下駅を新設することである。Sバーンの地下駅は保存され、北から新たな地下線路で連結される。フォイアバッハ駅及びバート・カンシュタット駅とは複線の新線で連結され、互いにシュトゥットガルト空港 (フィルダー駅) 、ウンターテュルクハイム、オーバーテュルクハイム方面の連結線の新設される。ゴイ線は中央駅からSバーン線の合流地点まで廃止される予定だが、州政府、地域連合、市当局は線路を保存して北駅と連結する方案を支持している。約57 kmの新線は9個のトンネルと共に建設される予定である。
プロジェクトの拡張としてバート・カンシュタット - 北駅のSバーン連結線の方案、フォイアーバッハ駅 - 新中央駅区間へ一つ或いは二つの線線を追加建設する方案、ゴイ線を撤去せずSバーン線として北駅と連結する方案が顧慮されている。約1平方キロメートルの既存鉄道用地がこのプロジェクトで有用となる。都市開発用地は八つの土地区画で構成され、そのうち20ヘクタールはシュトゥットガルト城庭園の拡張の為に使用される。

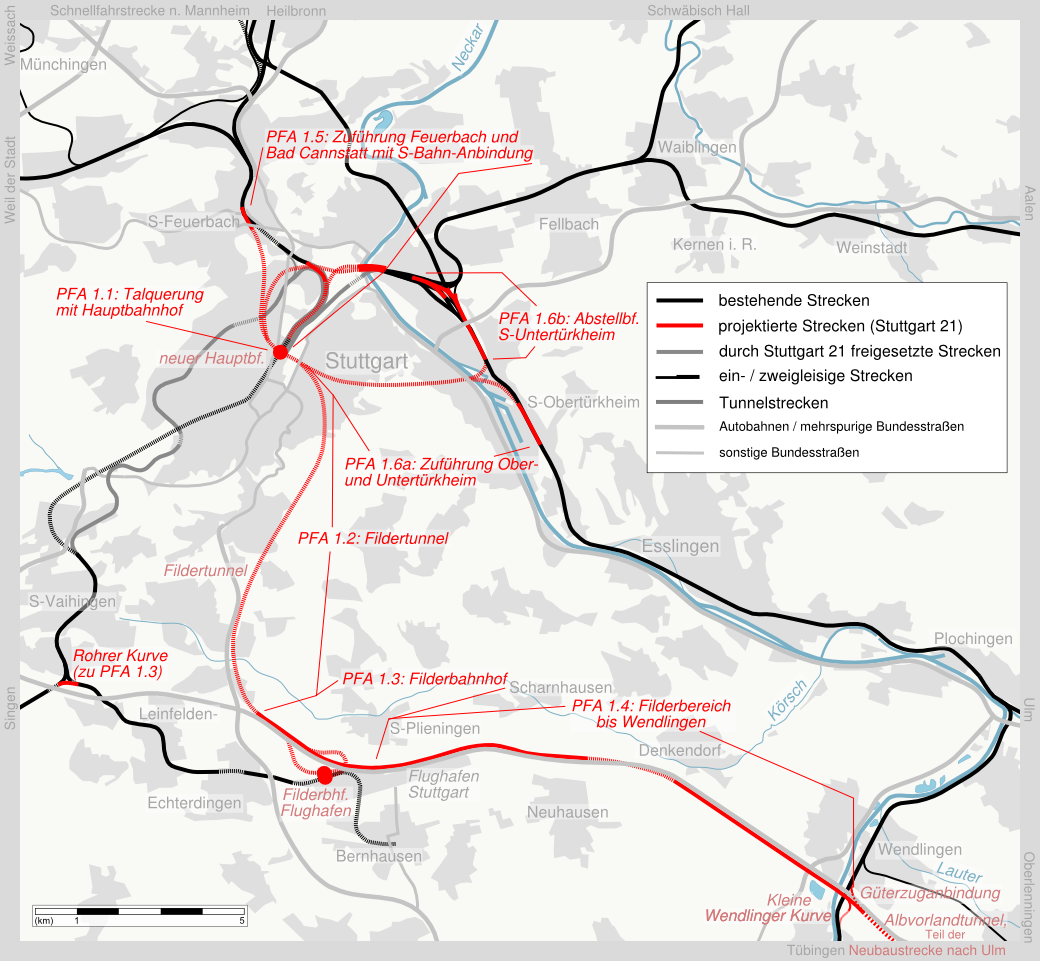
シュトゥットガルト21の工事区間

シュトゥットガルト21の主要工区は2016年末の時点で次のように分れている。
- 工区1.1: 中央駅施設の改築[16]。
- 工区1.2: 9.5 km長さのフィルダートンネル[17]。
- 工区1.3: 空港アクセス駅のフィルダー駅の北側の新線区間[18]。空港駅の連結トンネルはまだ確定されていない[19]。
- 工区1.4: 9.9 km長さのフィルダー地域 - ヴェンドリンゲン区間。ヴェンドリンゲン - ウルム新線と直結される[20]。
- 工区1.5: 3.6 km長さのフォイアーバッハ連絡線、4.4 km長さのバート・カンシュタット連絡線、4.6 km長さの新しいSバーン緩行線[21]。ミットナッハト駅は緩行線で新設されて、フィルス谷線移設の一環として、ネッカー川上に355 m長さの新鉄道橋が建設されている[22]。
- 工区1.6a: 6.1 km長さのオーバーテュルクハイム連絡線と2.8 km長さのウンターテュルクハイム連絡線[23]。

## 歴史

### プロジェクトの淵源
ドイツ連邦鉄道は1970年シュトゥットガルト駅の下で高速鉄道用の新しい地下駅をマンハイムとウルムの両方向に新設することを検討した。1980年代にはプロヒンゲン - ギュンツブルクの新線に関する通過式駅の新設される可能性が調査された。1988年シュトゥットガルト大学のハイメアル (Gerherd Heimerl, 1933~  ) などの教授達は高速線をアウトバーンと並べて建設し、四つの線路で地下に通過式駅を増設することを提案した。
1991年まで多数の提案が検討され二つの企画案が選ばれた。企画案の共通点はフォイアーバッハから地下の通過式駅まで地下区間を建設することであった。H企画はハイメアルの提案が発展した形で新線をフィルダー、ウルムまで建設する方案を意味する。K企画は地下の中央駅からプロヒンゲンまで地下区間を新設して、既存区間のプロヒンゲン - ジューウセン区間を改良する方案である。1991年10月連邦鉄道は通過式駅を新設する代わりに既存中央駅を続いて活用する、H企画とK企画の変形企画案を提示した。1992年9月15日州政府はアウトバーン8号と並行し空港と連結される新線の支持を表明した。1993年12月連邦鉄道はシュトゥットガルト中央駅の鉄道連結と関連して、一旦頭端式駅を続いて活用する方案を採択した。

### 事前計画
1994年6月ドイツ鉄道、中央政府、州政府、市当局は実現可能性調査を依頼して、翌年1月16日その結果を発表した。この調査の結果、中央駅の乗降場を八線路の通過式駅に改築し、地下の環状線路と連結することが提案された。ミットナッハト町駅のSバーン新設駅、ウンターテュルクハイムの車両基地、空港駅などがすでに整えられた。48億マルクの工事費用は土地処分、乗客数増加の収益、運営改善を通じて、そして一般交通予算と関する法令の根拠で調達される予定だった。
予備プロジェクトの段階では地質及び地下水調査の含める、技術的、経済的側面で調査が行われ、調査結果は1995年11月提示された。遠距離列車容量は約50%ずつ、近距離列車容量は約80％ずつ増加すると推算され、費用便益指数は約2.6と計算された。
鉄道ハブと新線の為の土地計画案は1996年12月6日に発案され、環境影響評価計画の含む文書は1997年1月から2月まで相当の市郡に提出された。土地計画案は同年9月完了して、続いて環境影響評価の施行も確立された。ところが1999年当時ドイツ鉄道ヨハネス・ルーデヴィヒ会長 (Johannes Ludewig, 1945~  ) はこのプロジェクトを中止して、2011年その理由をシュトゥットガルト21はあまりに巨大で高費用だったと明かした。どある分析の結果により、ドイツ鉄道は新線建設の含むプロジェクトを一気に実現する可能性が無いと言明した。しかしバーデン＝ヴュルツブルク州とバイエルン州はプロジェクトの実行することを持続的に要求した。1999年11月には州政府、市当局、地域連合、シュトゥットガルト空港は13億マルクでプロジェクトに参加することを申し出た。同年12月ドイツ鉄道理事会はプロジェクト監督委員会 (Aufsichtrat) にS21を続けることのを勧めた。

### プロジェクト決議の過程
2006年10月バーデン・ヴュルテンベルク州議会はシュトゥットガルト21及びヴェンドリンゲン - ウルム新線工事の実行を、賛成115表対反対15表の結果で決議した。2007年7月19日中央政府、バーデン＝ヴュルテンベルク州政府、ドイツ鉄道、シュトゥットガルト市当局は全体予算と建設予備費の分配に関して合議した。
2009年12月9日監督委員会は企業の投資計画の採択に同議した。一方同月16日には連邦議会の交通委員会は緑の党の参加の拒絶することを勧めた。緑の党の提案内容は、中央政府のこのプロジェクトに関する一時中断を宣言し、年末までの期限を取り消すことであった。

### 建設工事

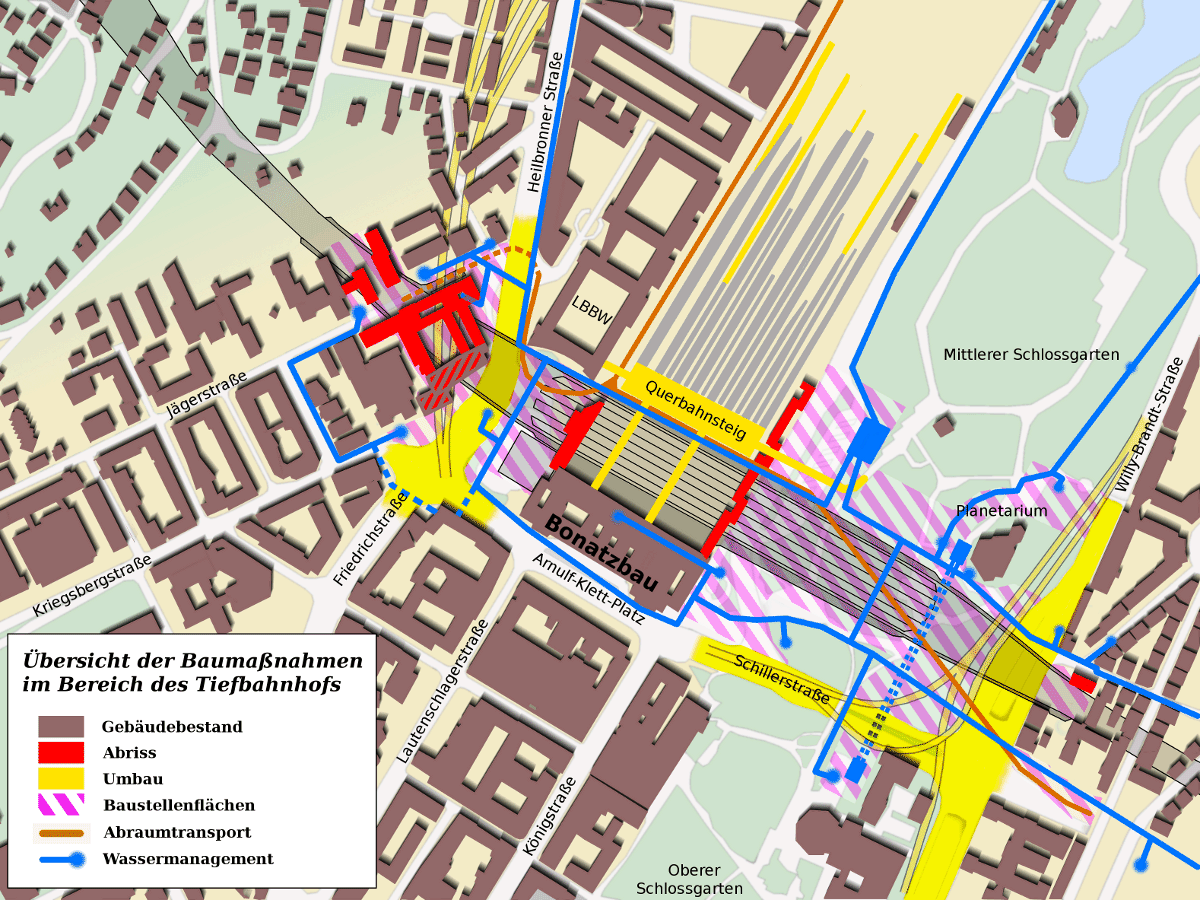
中央駅周辺の工事計画図

2010年2月2日連邦交通省長官、ドイツ鉄道会長、州知事が中央駅で着工式に参席して、車止めが象徴的に吊り上げられた。Sバーントンネルの出入り口改築の設計錯誤のため、列車の通行は2010年6月から2011年1月まで制限された。
中央駅舎の北翼 (Nordflügel) は2010年8月から9月まで、南翼は2012年1月から7月まで撤去されていた。2010年10月1日最初の木の切り倒し作業が中部城庭園で、数千人のデモ隊が集まった状況で、警察の保護下に行われた。2013年5月中央駅ホームの線路終端側を120 m程移る工事が始まって、同年10月完了した。
2012年から両新線を連結する長さ365 mのズルツバッハ谷の橋梁建設、2013年四つのトンネル施工が始まった。同年12月オーバーテュルクハイムトンネルが最初に貫通された。2014年8月5日中央駅の排水路の掘削工事は中部城庭園で行われた。
2018年9月初にオーバーテュルクハイムへの両トンネル掘削工事は地下水の大量流入のため中止された。工法変更には連邦鉄道庁の新たな許可が必要だと言われる。2019年10月時点でトンネル長さの約83％が掘削されている。

## 論争と批判

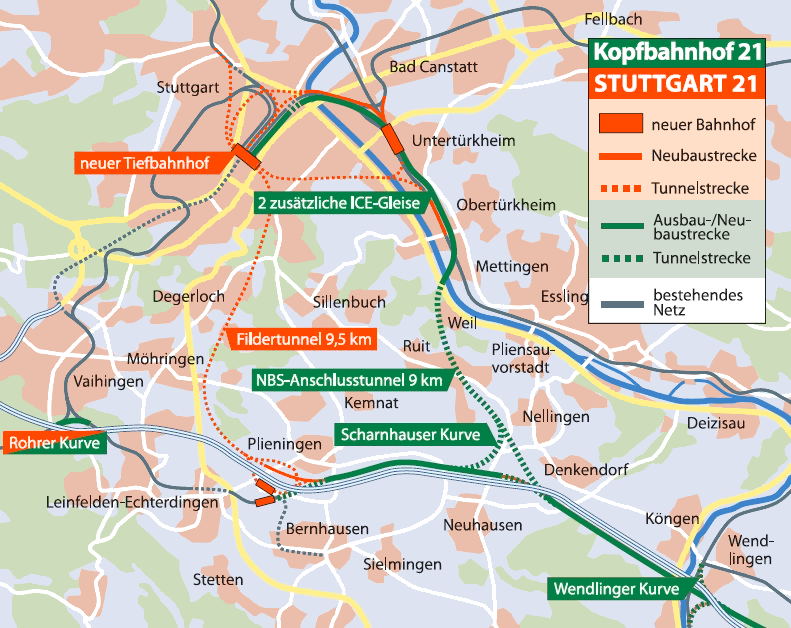
対案の「頭端式駅21」とシュトゥットガルト21との対比

### プロジェクトの問題点と反対意見
プロジェクトの支持者達は中央駅の高速列車編連結機能、運行時間短縮、利用客数の増加を根拠として、都市発展、経済発展、社会発展の可能性を強調している。反対者達はこのプロジェクトに関して鉄道運営の損失、鉄道利用者の不便、環境負担、高い費用を顧慮している。州政府がこのプロジェクトに集中しすぎるため、他の鉄道プロジェクトに支障を来たすとも言われる。運行時間の短縮効果も頭端式ホーム駅の場合と比べて、電車と機関車のプッシュプル技術の効果でゼロに近いと言われる。
そもそもこのプロジェクトで増加する列車編の数えを統制できるのかと疑問を持った住民達が、土地収容問題の理由でバーデン＝ヴュルツブルク行政裁判所に訴訟を提起した。2014年6月新中央駅の容量は1時間あたり32列車編であると判定されて、それは2006年のバーデン＝ヴュルテンベルク行政裁判所の判定と違わなかった。現在の中央駅の最大容量は実際には1996年に一時間当たり38列車編、2011年に39列車編であった。その根拠で反対者達はこのプロジェクトで遠距離交通の実際需要と比べて新中央駅の容量が足りないと見ている。その批判はシュトゥットガルト21に対する4番目市民請願の主な論点であった。左翼党と緑の党は共同で、この最大容量を根拠としてシュトゥットガルト21の一時中断を請願した。
社会環境団体であるドイツ交通クラブ (Verkehrsclub Deutschland, VCD) はSバーン運行の大混乱が、Sバーン列車が将来には地下の新中央駅で停車・待機できないので、シュトゥットガルト周辺の全体列車運行に影響を与えるのだろうと批判している。一方プロジェクト企画者は現在には列車が五つの線路で出入できるが、将来には八つの線路で出入できると見ている。中央駅周りの循環運行で運行時間の調整と遅延時間の最小化が可能であるとも言われる。
緑の党とドイツ環境自然保護連盟 (Bund für Umwelt und Naturschutz Deutschland, BUND) の依頼でコンサルティング法人である「フィーレクとロェスラー」が調査及び研究を実施して、ゴイ線廃止とシティートンネルの通行不可の場合、Sバーン列車の迂回運行の可能性も消滅するという批判が提起された。普通列車或いは快速列車が非常時にフォイアーバッハ方面及びバート・カンシュタット方面のSバーン線路でもはや走行できないと言われる。
プロジェクトの費用と関連して、利益は建設会社と銀行だけに優先されるという批判が部分的に提起された。例えば、ダイムラー社が建設車両の提供でこのプロジェクトを支援することを市民団体である「シュトゥットガルトの生活ーシュトゥットガルト21反対」が批判した。融資契約当時の時点でドイツ鉄道の高費用の内部機密を疑い深く保持することとプロジェクトの続行決定根拠の足りないことが指摘された。それは市当局によるシュトゥットガルト21の融資契約破棄を目的とする、第3次市民請願の根拠となった。それと関する市民投票の承認申込みはシュトゥットガルト市議会によって2015年7月2日に却下された。その後ドイツ鉄道の理事会および監督委員会に対する1件の刑事告発とベルリン高等検察庁の告発を受けないことに関する苦情が続いた。
支持者達にも反対者達にもシュトゥットガルト中央駅は基本的に現代化されるべきだと意見が一致している。また1990年代にシュトゥットガルト21の対案がまだ検討されていなかったという批判が提起された。シュトゥットガルト21の改善というコンセプトで環境・交通団体である「シュトゥットガルト逆戻り (Umkehr Stuttgart) 」はトンネル掘削なしに、統合定時時刻表の可能性で中央駅を改修することを提案した。交通クラブは、シュトゥットガルト逆戻りと「シュトゥットガルトの生活ーシュトゥットガルト21反対」と共に既存の中央駅を保存する、「頭端式駅21」のコンセプトを拡張した。2016年には既に建設された部分も活用する、方向転換21のコンセプトは導入された。
2001年の短距離列車編に関する10年契約は入札手続なしにドイツ鉄道と締結されたことも批判された。バーデン＝ヴュルテンベルク州立地域公共交通 (Nahverkehrsgesellschaft Baden-Württemberg) はシュトゥットガルトの「一定額の補助金」が契約金額に含まれていることを認定した。2016年まで施行される交通契約に関連して、シュトゥットガルト21の終了まで、契約の一部は入札手続なしに続いてドイツ鉄道と締結される予定であった。緑の党は2025年まで入札手続の場合より1億ユーロが追加支出されると想定している。
シュトゥットガルト消防当局は2012年16個の要求事項の中14項目がまだ処理されていないことを批判した。トンネルで放火水を使用できるまでの時間、トンネルや避難通路の換気必要、トンネルの有害ガス排出設備の欠乏が特に指摘された。新中央駅で火災などが起きて10000人が避難せねばならない時に、ドイツ鉄道庁は最大16000人が避難することを想定した。しかし、ドイツ鉄道の消防委員とプロジェクト代弁人の発言に依れば、実際に救出可能な人員はかなり減少すると言われる。また新中央駅の乗降場の傾斜度は1.5％に相当し、許容基準値を超過するので、乳母車内の子供や車椅子利用者に事故が起きる可能性もある。

### 抗議示威と仲裁

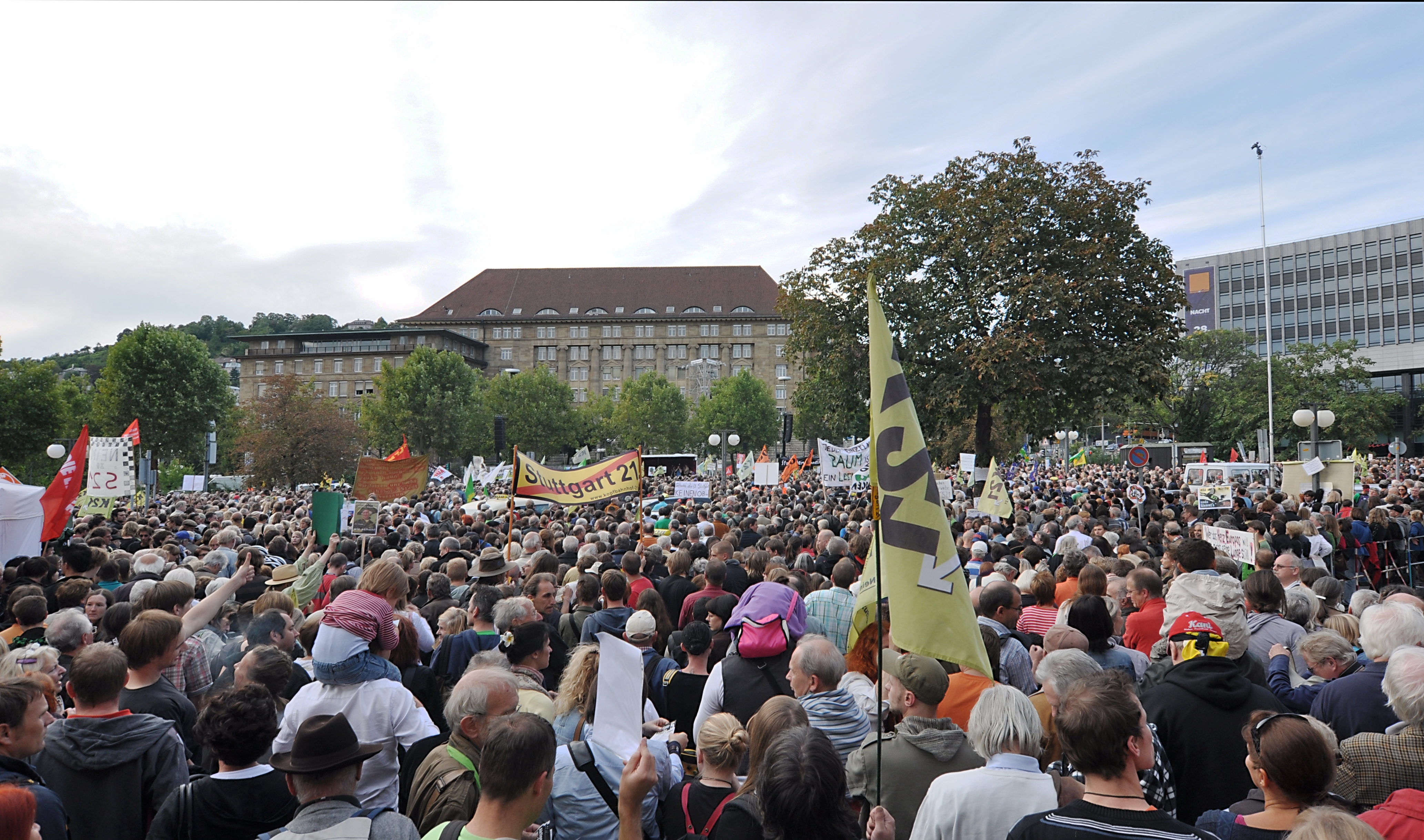
北側入り口前の示威 (2010年9月6日)

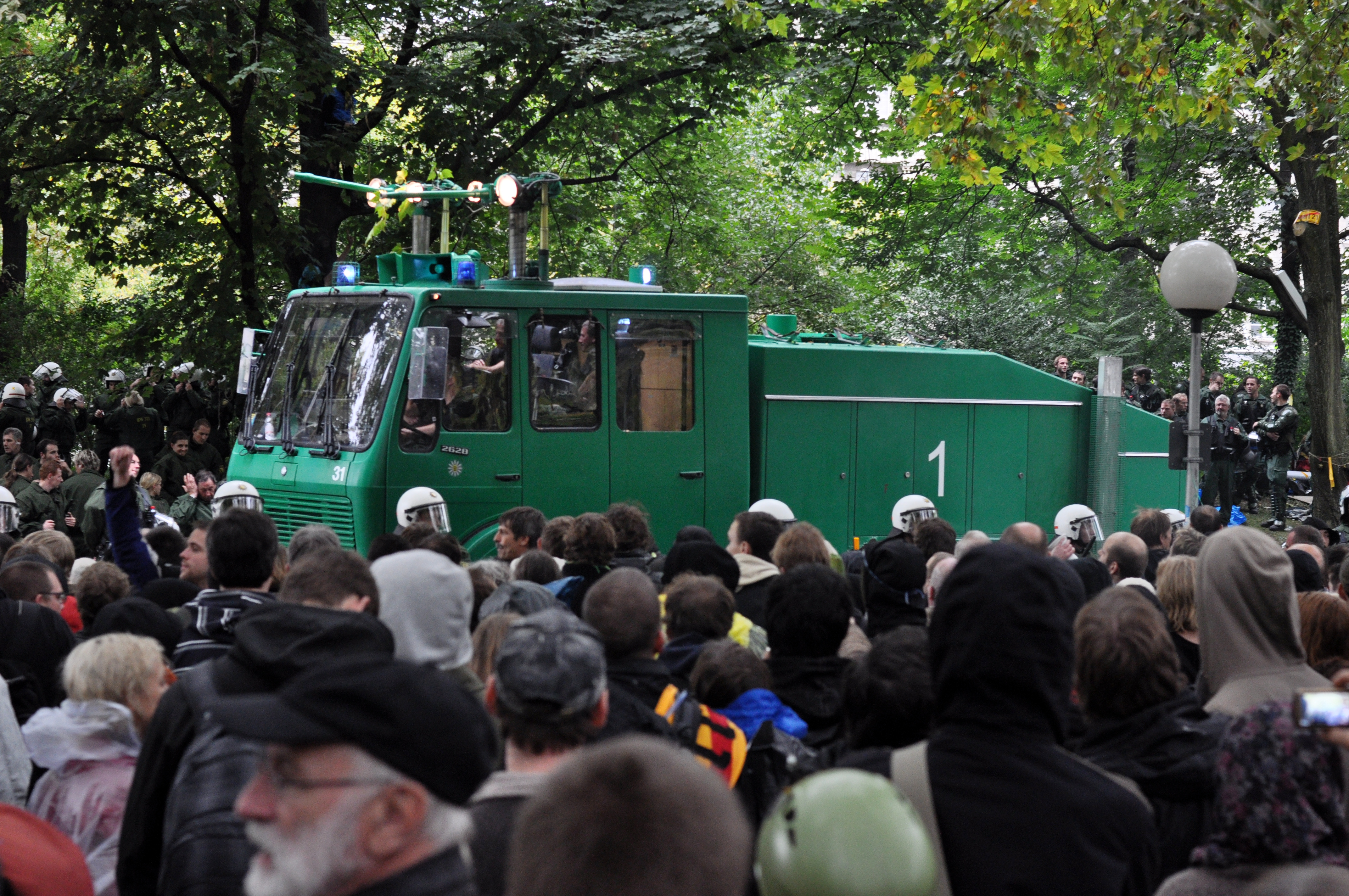
示威群衆と放水砲車両 (2010年9月30日、中部城庭園)

シュトゥットガルト21に関する設問では2014年まで多数の賛成と反対の比率が交互に変わった。2010年8月反対者の比率が67％で最も多い、2012年11月賛成者の比率は最大に66％であった。
プロジェクト施行が決定された時より多い抗議示威が起こっている。2009年11月から毎週に月曜日示威が数千人の参加者によって起きている。示威主催者はシュトゥットガルトの生活、環境自然保護連盟、緑の党であった。市民団体である「公園保護者」は城庭園保護の目的で木の倒し反対運動に参加した。2012年2月工事現場で木の根が除かれた後でも公園保護者は最も大きい意思疎通プラットフォームをインタネットで提供している。
2010年9月30日数千人が中部城庭園で中央駅の工事に対する示威を起こした。約400人は警察の鎮圧で使用された警棒・放水砲・唐辛子スプレによって怪我をした。翌日には少なくとも５万人が同じ場所で集まり、同年10月9日には警察側推算で63000人、主催側推算で15万人の人々が10月10日の時点で最大の反対示威に参加した。2010年9月30日の示威鎮圧の件に関して、2015年11月18日にシュトゥットガルト行政裁判所は警察が鎮圧時に「基本法の難しい問題」を無視したという訳で警察鎮圧が違法だと判定した。2010年9月から相当数の支持者達もシュトゥットガルト21の賛成示威に参加していた。
2010年10月27日より同年11月27日までCDU党の前総書記であるハイナー・ガイスラー (Heiner Geißler, 1930~2017) は「仲裁案討論会」を、支持者代表と反対者代表の参席で、司会者として八回も進行した。討論会の終了までは工事作業は中止され、新しい業務は何も割当たらないべきであった。
2010年11月30日「ガイスラーシュトゥットガルト21プラス」というタイトルでであるゴイ線の保存、新中央駅の線路増設などでプロジェクトの変更を提案した。鉄道駅の稼働率を高めて行う模擬実験であるストレステストに従って、どんな容量増加の方案が実現されるのかが決定される予定であった。2011年7月29日ストレステスト結果討議の時、がイスラーは、自分とスイスのコンソルティング企業である「SMAとパートナー」社が作り上げた、「シュトゥットガルトの平和」という折衷案を提出した。その方案によれば、遠距離列車は四つの線路で新しい地下駅で停車するが、一方地域輸送列車は線路が10〜12個で減少した地上中央駅で停車するべきであった。その費用は25〜30億ユーロの水準でつけられた。S21の反対者はその仲裁案を喜んで受け入れたが、一方ドイツ鉄道は拒否した。